# 南原實相寺百丈庵三層石塔
35°26′33″N 127°37′12″E / 35.442492°N 127.619986°E
南原實相寺百丈庵三層石塔（韓語：남원 실상사 백장암 삼층석탑）為一座統一新羅時期（西元668－935年）的佛塔，建於新羅興德王三年（西元828年），位於韓國全北特別自治道南原市，距今有超過一千一百年的歷史。南原實相寺百丈庵三層石塔在1962年12月被列為韓國國寶第10號。

## 簡介
南原實相寺百丈庵三層石塔位於南原市山內面的實相寺內，由洪陟（홍척）於新羅興德王三年（西元828年）創建。
洪陟，諡號證覺大師（증각대사），憲德王二年〈西元810年〉赴唐留學，興德王元年〈西元826年〉歸國，後創建實相寺。依據風水之說，若不在此建立寺廟，浩浩正氣將會流向日本，證覺大師因此在此創建實相寺。實相寺為朝鮮佛教禪宗禪門九山之一，第二次萬曆朝鮮之役（韓語：（丁酉再亂））時實相寺幾乎全毀，朝鮮肅宗26年〈西元1700年〉重建；朝鮮高宗19年〈西元1882年〉因火災而再度毀壞。相對於韓國常見的山寺，實相寺不位在山間，而是在廣闊的田野中，被蒼鬱的林木環繞著。
百丈庵三層石塔為新羅時代後期的佛塔，高5公尺。一般的石塔的結構通常是底層較大，往上逐漸縮小。但百丈庵三層石塔的每一層均保持一樣的寬度與高度；另一個特點為塔身的每一層均有不同的雕刻圖案：第一層四面雕有菩薩雕像和神將像，第二層雕有奏樂的天人像，第三層雕有天人坐像。百丈庵三層石塔以其精美的雕刻與特殊的結構，為當時具有代表性的石塔之一。
南原實相寺百丈庵三層石塔在1962年12月10日被列為韓國國寶第10號。

## 圖集

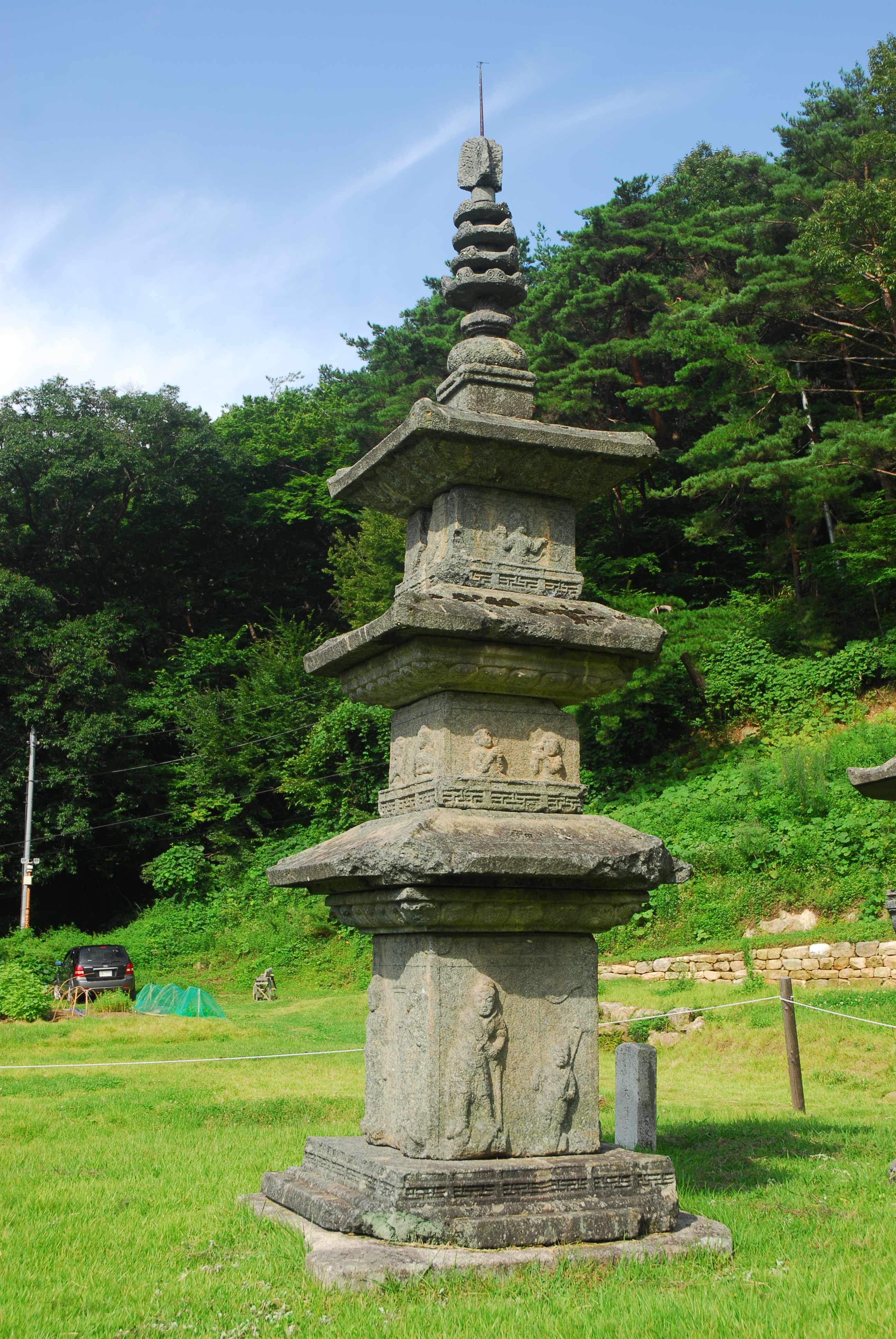
南原實相寺百丈庵三層石塔
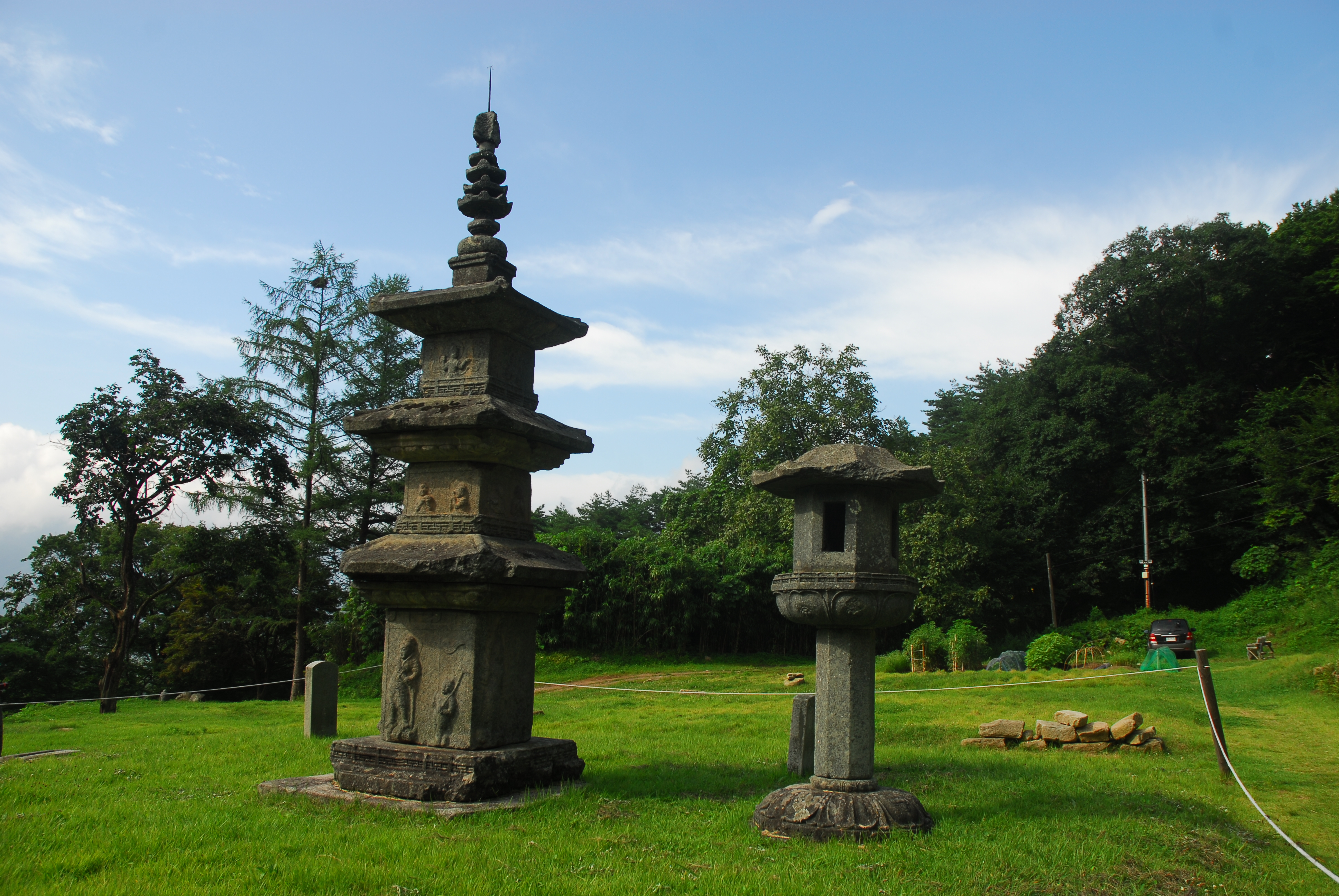
石塔另一個角度
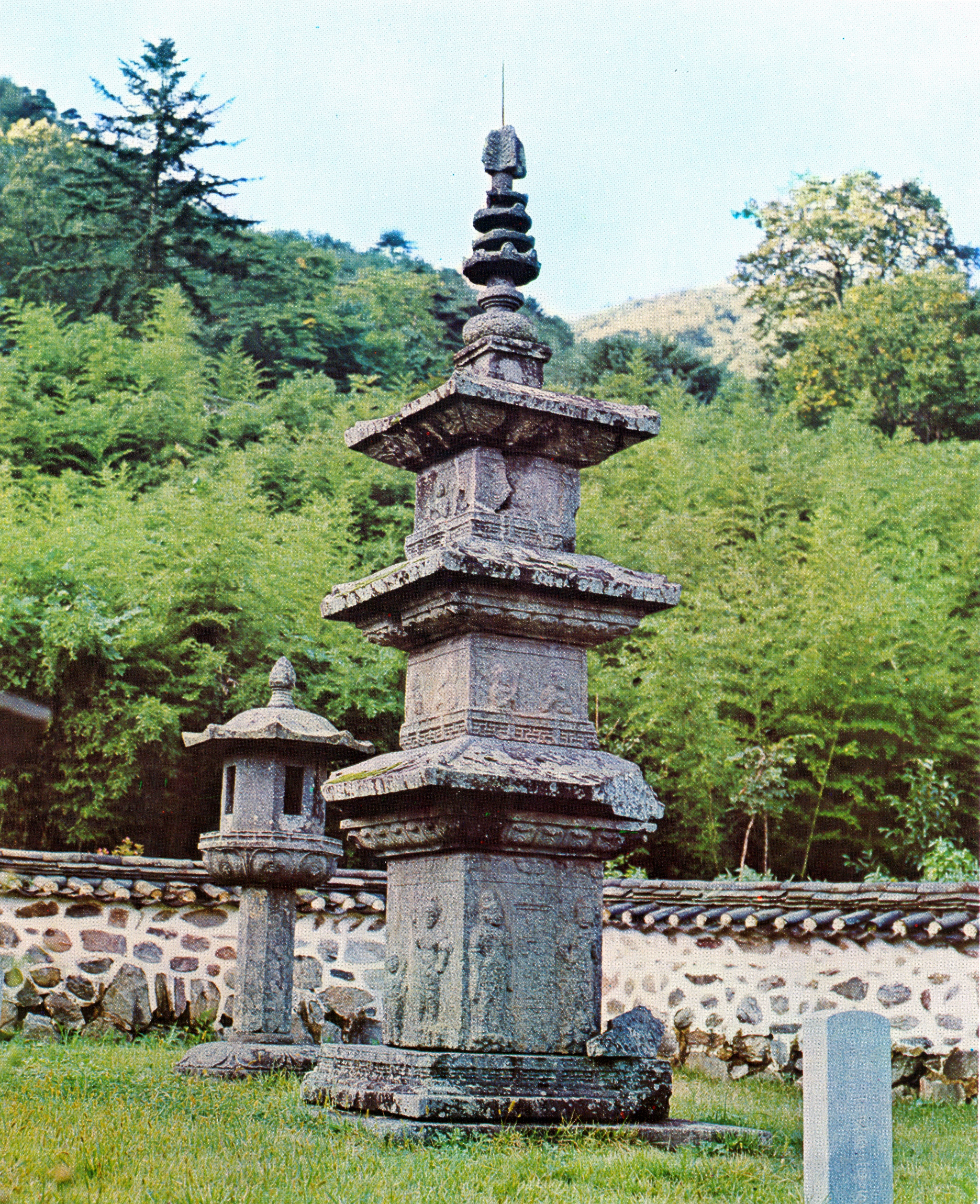
石塔另一個角度
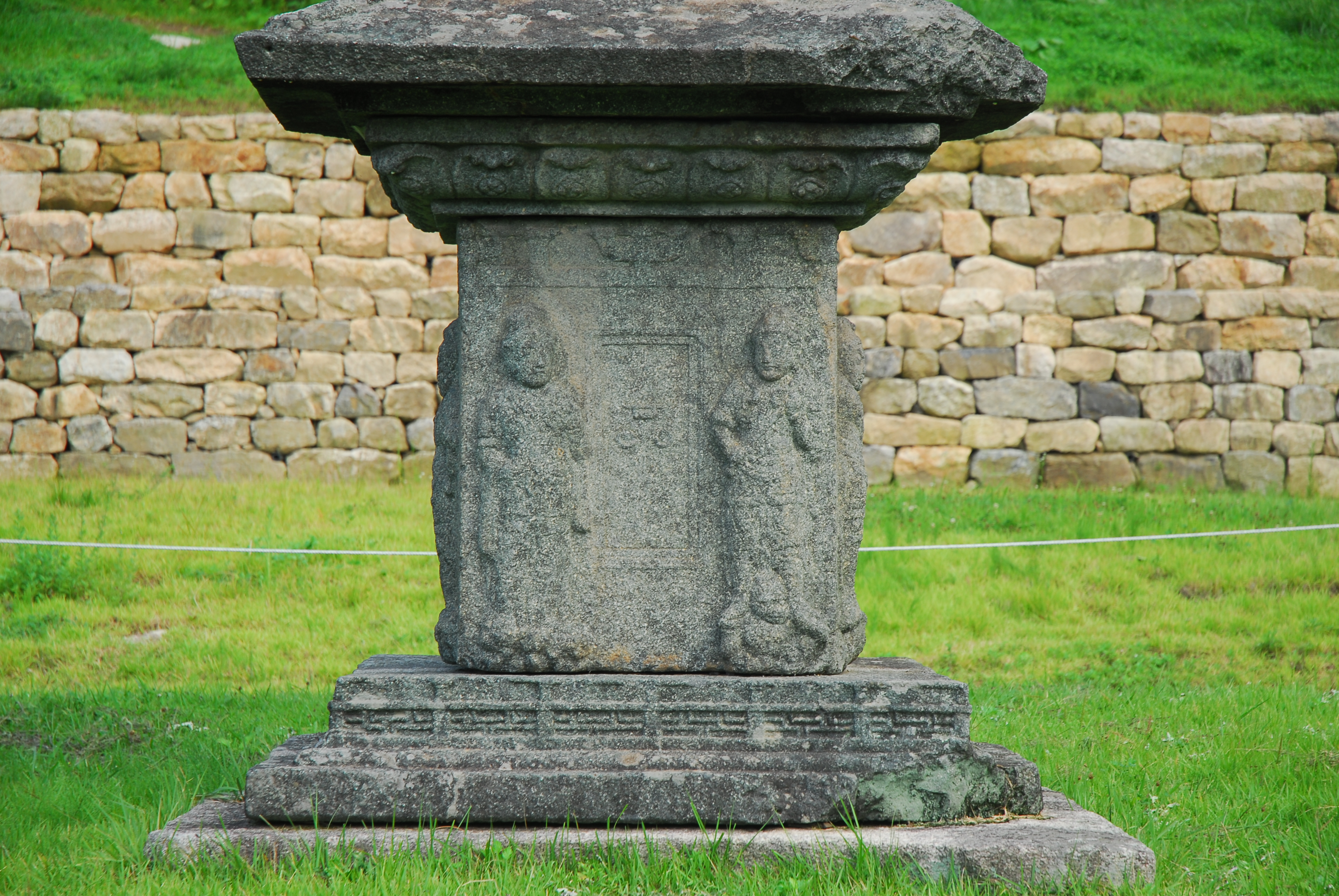
石塔第一層
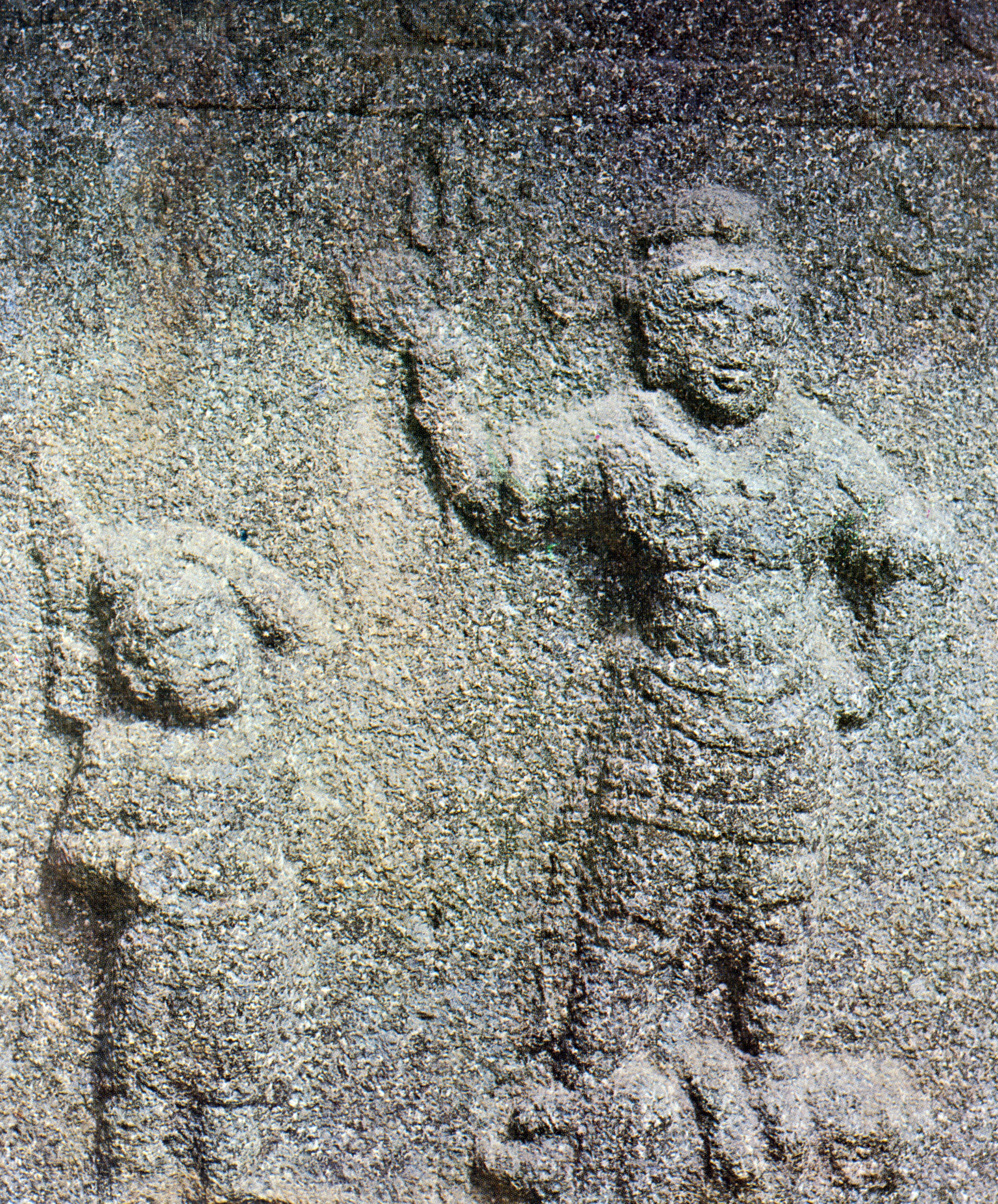
石塔第一層近照

## 外部連結
- 實相寺官方網站 （页面存档备份，存于）